# ДТ-54
ДТ-54 — массовый советский гусеничный сельскохозяйственный дизельный трактор общего назначения.

## История
Оснащение трактора СХТЗ-НАТИ, на котором стоял прожорливый керосиновый мотор 1-МА, более экономичным дизелем, планировалось ещё в 1941 году, но война и эвакуация обоих основных тракторных заводов СССР на Алтай затянули процесс. Тем не менее новый двигатель Д-54, использовавший 70% деталей от старого и потреблявший на 40% меньше более дешёвого горючего, был готов в 1944 году. Также была разработана новая 5-скоростная КПП, но выпускать его было негде до конца 1940-х гг., когда были восстановлены Сталинград и Харьков.
В 1950 году за разработку конструкции и промышленное освоение сельскохозяйственного дизельного трактора ДТ-54 получили Сталинскую премию второй степени (100 000 рублей):
- руководитель работы, главный инженер Сидельников, Михаил Степанович,
- бывший главный инженер Перовский, Николай Николаевич;
- инженеры Саркисянц, Ерванд Арминокович и Тейтельбаум, Ханина Яковлевич,
- бывший директор АТЗ имени М. И. Калинина, заместитель МАТП СССР Парфёнов, Пётр Павлович,
- профессор, главный конструктор ХТЗ Зубарев, Николай Гордеевич,
- главный инженер Каргополов, Виктор Алексеевич и
- главный конструктор СТЗ Платонов, Алексей Кузьмич.

Трактор выпускался с 1949 по 1963 год Сталинградским тракторным заводом, с 1949 по 1961 — Харьковским тракторным заводом, с 1952 по 1979 год — Алтайским тракторным заводом. Всего построено 957900 единиц.
Трактор предназначался для работы с четырёх- или пятикорпусным плугом и другими прицепными сх/машинами, в том числе с приводом от вала отбора мощности. Диапазон тяговых усилий трактора составлял от 1000 до 2850 кг, диапазон рабочих скоростей от 3,59 до 7,9 км/ч, коробка передач имела пять передач вперёд и одну назад. Четырёхцилиндровый дизельный двигатель жидкостного охлаждения Д-54 в номинальном режиме (1300 об/мин) развивал мощность 54 л. с.
На ДТ-54 даже тракторист средней квалификации осиливал две тысячи гектаров за сезон. Выносливость: до замены деталей поршневой группы он легко отхаживал 4000 моточасов. ДТ-54 были востребованы не только в сельском хозяйстве – они восстанавливали разрушенные города, строили новые дороги. Но особенно хорошо показали себя при освоении целинных и залежных земель в 1950-х годах.

## Экспорт и выпуски за пределами СССР
Трактор закупали 36 стран мира.

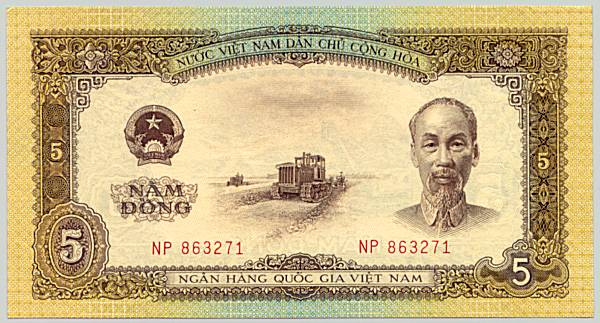
На вьетнамской валюте

В Китае тракторная летопись страны стартовала именно с этого трактора, ставшего первой массовой машиной, выпускавшейся в КНР. Китайцы, получив необходимую документацию на трактор, локализовали производство ДТ-54 у себя и даже перегнали в СССР, выпустив свыше миллиона единиц.
Во Вьетнаме ДТ-54 эксплуатировался до 1980-х годов, часто устанавливался в качестве техпамятников во многих местах страны; изображён на купюре достоинством 5 донгов образца 1958 года.

## Технические характеристики
| Трактор ДТ-54                                            | Трактор ДТ-54                                                   |
| -------------------------------------------------------- | --------------------------------------------------------------- |
| Тип трактора                                             | гусеничный, общего назначения                                   |
| Масса трактора (конструктивная), кг                      | 5400                                                            |
| Габаритные размеры, мм:                                  |                                                                 |
| длина с прицепным устройством                            | 3660                                                            |
| ширина                                                   | 1865                                                            |
| высота                                                   | 2300                                                            |
| Дорожный просвет, мм                                     | 260                                                             |
| База (расстояние между осями крайних опорных катков), мм | 1622                                                            |
| Колея (расстояние между серединами гусениц), мм          | 1435                                                            |
| Удельное давление на почву, кгс/см²                      | 0,41                                                            |
| Число передач:                                           |                                                                 |
| вперёд                                                   | 5                                                               |
| назад                                                    | 1                                                               |
| Диапазон скоростей, км/ч:                                |                                                                 |
| вперёд                                                   | 3,59—7,90                                                       |
| назад                                                    | 2,43                                                            |
| Марка двигателя                                          | Д-54                                                            |
| Тип двигателя                                            | бескомпрессорный, четырёхтактный дизельный с вихревыми камерами |
| Номинальная мощность при 1300 об./мин., л. с.            | 54                                                              |
| Максимальный крутящий момент, кГм                        | 35                                                              |
| Масса двигателя (сухая, без радиатора), кг               | 1100                                                            |
| Ёмкость топливного бака, л                               | 185                                                             |
| Пуск двигателя                                           | пусковой двигатель ПД-10М                                       |

## Трактор ДТ-54 в кино
- На тракторе ДТ-54 обрабатывал поле актёр Леонид Харитонов, исполняя роль Ивана Бровкина на съёмках фильма «Иван Бровкин на целине». Съёмки проходили в совхозе «Комсомольский» Оренбургской области.
- В фильме «Дело было в Пенькове» Матвей Морозов (актёр Вячеслав Тихонов) и Зефиров (актёр Юрий Медведев) на двух тракторах ДТ-54 устроили состязание «по перетягиванию каната», на спор «чей трактор сильнее».
- Тракторы ДТ-54 присутствуют в фильме «Первый эшелон».
- ДТ-54 присутствует в фильме «Ссора в Лукашах».
- ДТ-54 присутствует в фильме «Чужая родня».
- ДТ-54 показаны в фильме «Битва в пути», действие которого происходит на заводе, производящем эти тракторы.
- Различные ДТ-54 присутствуют в фильме «Ход конём».
- ДТ-54 присутствует в фильме «Калина красная»
- ДТ-54 тонет в полынье в фильме «Территория» Александра Мельника
- ДТ-54 присутствует в фильме «Первый парень».

## Память

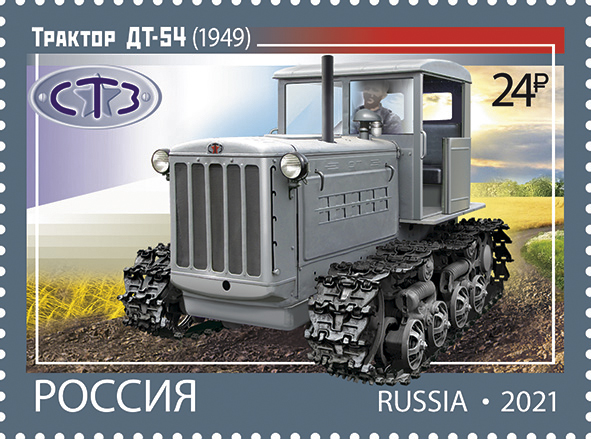
Марка Почты России, 2021 год

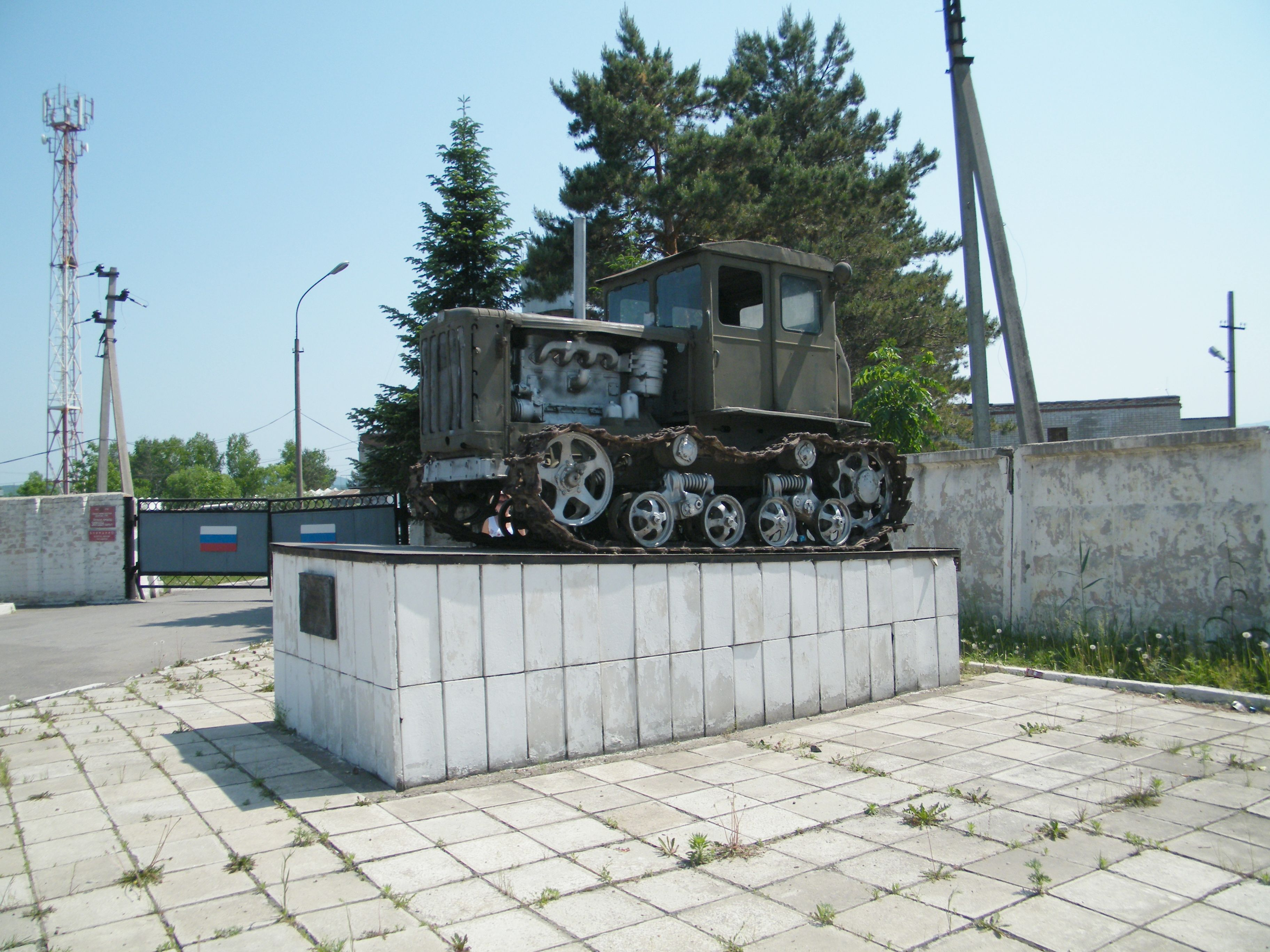
Трактор ДТ-54 — памятник труженикам Хабаровского района
(находится между сёлами Краснореченское и Рощино)

В 2021 году Почтой России была выпущена марка, посвященная трактору.
Тракторы  ДТ-54 и СТЗ-1 установлены в г. Ленинске Волгоградской области.
В хуторе Горский Урюпинского района Волгоградской области установлен трактор 1971 года выпуска на ходу, подарил местный фермер.
- Трактор ДТ-54 производства Алтайского тракторного завода - экспонат коллекции сельскохозяйственной техники, находящейся на территории ГБПОУ "Большеболдинский сельскохозяйственный техникум" (село Большое Болдино Нижегородской области).
- В селе Победа Нововаршавского района Омской области в 1968 году на пьедестале установлен трактор ДТ-54. Памятник в честь покорителей целины и труда первоцелинников.
- В городе Змеиногорске Алтайского края известном на всю страну женской тракторной бригадой Варвары Бахолдиной установлен памятник первоцелинникам ДТ-54 Алтайского тракторного завода. Также в Змеиногорском районе имеется ещё один подобный памятник (на 2014 год), однако его состояние оставляет желать лучшего.
- В селе Целинное Омской области в 1979 году установлен памятник первоцелинникам (трактор ДТ-54 на постаменте) в честь 25-летия освоения целины.
- На постаменте рядом со стелой совхоза «Декабрист» Ершовского района Саратовской области установлен трактор ДТ-54[7].
- В станице Григориполиская Новоалександровского района Ставропольского края — трактор, установленный в 1970-х годах на постаменте перед ПТУ.
- В 1974 году трактор ДТ-54 был установлен на постаменте в селе Акмурун.
- В селе Половинное Курганской области установлен на постаменте при въезде в село со стороны областного центра. На тракторе работала Герой Социалистического Труда Екатерина Ивановна Родионова.
- В городе Чистополь (Татарстан) установлен на постаменте перед организацией «Сельхозтехника»
- В посёлке Тамбовский Романовского района Алтайского края установлен на постаменте трактор ДТ-54  в честь первоцелинников из Тамбовской области
- В поселке Октябрьский Кулундинского района Алтайского края на постаменте установлен ДТ-54 в рабочем состоянии.
- Трактор ДТ-54 в качестве монумента покорителям целины установлен 18 октября 1969 года в поселке Борец в Хакасии.
- Государственный банк Вьетнама поместил трактор ДТ-54 в центр аверса купюры достоинством 5 донгов образца 1958 года.
- В г. Тавда Свердловской области установлен на постаменте, по адресу ул. Кирова, 1.
- В городе Туринске Свердловской области трактор — участник распашки залежных земель в Туринском районе 1950-60 годов, установлен на ул. Социалистической.
- В городе Зерноград, Ростовской области на территории Азово-Черноморской государственной аграрной академии.
- В 1999 году в память о трудовых подвигах земляков-механизаторов 1940–1970 годов в д. Городок Лесного района Тверской области по инициативе и на средства предпринимателя Сергея Васильевича Кудрявцева открыт памятник «Трактор».[8]
- В селе Толмачево, ЖК Пригородный простор, Новосибирского р-на, в честь работников совхоза "Пригородный", установлен в 2015 году.
- В селе Асян Уфимского района Республики Башкортостан.
- Установлен на постаменте возле деревни Русалевка, Чайковского района, Пермского края.
- Установлен на постаменте на территории Тобольского многопрофильного техникума (отделение с. Вагай) в селе Вагай, Вагайского района, Тюменской области.
- Установлен на постаменте на территории Нижегородской государственной сельскохозяйственной академии, крупнейшего высшего аграрного учебного заведения Приволжского федерального округа, расположенного в Нижнем Новгороде на проспекте Гагарина, д. 97.
- Установлен на постаменте в селе Новичиха Новичихинского района Алтайского края.
- Трактор ДТ-54 входит в состав экспозиции выставочного комплекса «Салют, Победа!», расположенного в городе Оренбург.
- В селе Дедилово Киреевского района Тульской области рядом со зданием управления сельхозпредприятия Заря на постаменте на вечной стоянке стоит трактор ДТ-54.
- Установлен на постаменте перед зданием Иркутского государственного аграрного университета имени А. А. Ежевского в п. Молодежный Иркутского района Иркутской области.
- Г. Вельск Архангельской области. ДТ-54 на постаменте перед воротами бывшего предприятия(сейчас территория складов торговых фирм)
- в пос. Совхоза им. Ленина, Московская обл., установлен на постаменте трактор, ранее использовавшийся в совхозе.
- в рабочем поселке Чаны Новосибирской области ДТ-54 производства Алтайского тракторного завода установлен на постаменте 11 октября 2019 в честь 65-летия трудового подвига целинников Чановского района